# Chris Enthoven
Anne Charlotte Christine (Chris) Enthoven (Amsterdam, 27 juli 1908 - aldaar, 25 december 1990) was een Nederlands textielkunstenaar, actief van 1930 tot 1990. 

## Leven en werk
Enthoven werd in 1931 toegelaten op de Rijksakademie van beeldende kunsten in Amsterdam en bleef daar tot en met het cursus jaar 1936/37. Haar docent op de academie was Heinrich Campendonk. Enthoven kreeg in haar jeugd les van Lodewijk Schelfhout die net als zij in Hilversum woonde. Ze volgde ook lessen van Nico Eekman in zijn school in Parijs. Het is niet bekend of dit tijdens of na de academie was.  
Ze werd aanvankelijk opgeleid als kunstschilder maar op de Rijksacademie stapte over op kunstnijverheid of toegepaste kunst, waaronder textielkunst.
Ze maakte klein textielborduurwerk met een techniek die bekend staat als petit point en de techniek witwerk. Voor wandkleden gebruikte ze een grofere techniek. Ze werkte uitsluitend met naald, stof en draad. Ze maakte ook werk in opdracht, zoals een wandkleed voor het nieuwe Gemeentehuis van Schoondijke in 1956. Naast borduurwerk bleef ze ook tekenen en schilderen. en werkte met emaille.
Enthoven kwam uit een welgestelde familie. Haar vader was Franz Bernhard Enthoven, bij zijn overlijden in 1928 rechter te Amsterdam. Hij had een Joodse achtergrond en werd begraven op de Joodse begraafplaats bij Hilversum. Haar moeder A.K. van der Meulen kwam uit een remonstrantse familie. Dit had grote invloed op de onderwerpkeuze van Enthoven, die vaak bijbels was, profaan en meestal protestants-christelijk georiënteerd.
Het gezin, met nog een broer en een zus bewoonde een pand of appartement aan de Weteringschans 16-20 in Amsterdam en verhuisde in 1921 naar een villa aan de Soestdijkerstraatweg 107 in Hilversum. Daar bleef ze wonen tot 1961.
Er is geen biografische tekst over Enthoven. Ze heeft ook nooit een interview gegeven, voor zover is na te gaan. Afgaand op berichten in de kranten is ze vooral actief in de jaren 50. Deze berichten gaan over tentoonstellingen (zie bronnen).
In 1961 verhuisde Enthoven terug naar Amsterdam. Dit viel samen met een grote herinrichting van het gebied waar het Hilversumse huis stond. Daarna werd het stiller rond Enthoven. 
In 1964 verscheen "Het Stekenboek voor creatief naaldwerk", van Jacqueline Enthoven, uit het Engels vertaald door Chris Enthoven.  
Volgens Scheen is ze lid geweest van de World Crafts Council, een organisatie opgericht in 1964 en gevestigd in België en in New York die de belangen van handwerkslieden wereldwijd vertegenwoordigd.
In de overlijdensadvertentie van 31 december 1990 omschrijft de familie haar leven als "gelukkig en gewijd aan de kunst".

### Werken
- Wandkleed met Jacobsladder op een grijs katoenen ondergrond. Werk rond 1950, aangekocht dor het Aartsbisschoppelijk Museum Utrecht, thans in de collectie van het museum Catharijneconvent. Ook in de Rijkscollectie.
- Brief waarin Sandberg, directeur van het Stedelijk Museum de aankoop van twee werken van Enthoven voor het museum bevestigd.

### Portretten
De familie Enthoven, kinderen, broers, schoonzussen, neven en nichten van Franz Bernhard Enthoven lieten zich tussen 1915 en 1930 een aantal maal portretteren in Atelier J. Merkelbach in Amsterdam. Er zitten een aantal portretten tussen van Chris Enthoven, ongeveer 9 jaar in 1917, 13 jaar in 1921, naar schatting 16 jaar in 1924 en ten slotte in de twintig. 
- Biografisch Portaal: 67232714
- RKD-Nederlands Instituut voor Kunstgeschiedenis: 26407
- Union List of Artist Names: 500591783